# 갓산토다성

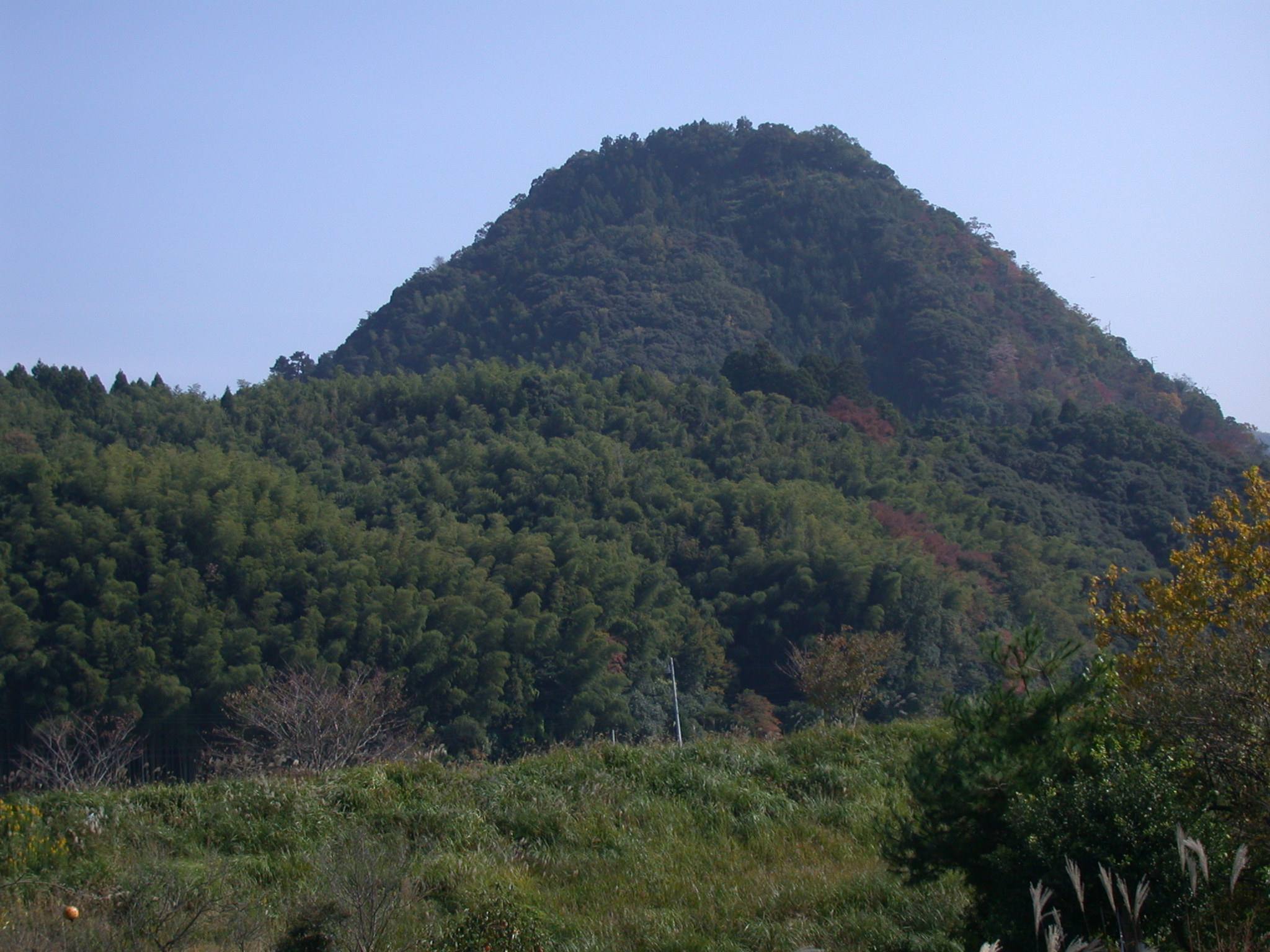
갓산 산

도다성(일본어: 富田城)은 시마네현 야스기시 히로세 정 도다에 있는 산성이다. 갓산 산에 축성되었기 때문에 갓산 산성(月山城), 갓산토다성(月山富田城)이란 이명이 존재한다. 성터는 국가 사적으로 지정되어 있다.

## 개요
산기슭에 거관을 조성하였고, 거관 뒤 높이 197m의 갓산 산정에 성을 쌓아 전시에 대비하였다. 산정에는 혼마루, 니노마루, 산노마루를 일렬로 배치하였고, 갓산 산의 능성에 여러 구루와를 두었다. 특히 혼마루와 니노마루 사이에는 호리키리가 혼마루와 니노마루 사이를 가르고 있다. 남북조, 무로마치 시대 이즈모 국 슈고의 거성으로 알려져 있으며, 센고쿠 시대에는 주고쿠 지방을 호령한 아마고 가문(尼子氏)의 본거지이기도 하다. 아마고 가문과 오우치 가문 및 모리 가문의 전투에서 적의 공격을 번번이 격퇴한 센고쿠 시대의 견성으로 알려져 있다(갓산토다 성 전투). 이런 연유로 천공의 성(天空の城)으로도 불리며, 일본 5대 산악성 중에 한곳이기도 하다. 1600년 이후 호리오 가문이 부임하였고, 1611년 호리오 다다하루가 마쓰에성을 거점으로 삼았기 때문에 폐성되었다. 1934년 국가 사적으로 지정되었다.